# Kommunbrauhaus (Waischenfeld)

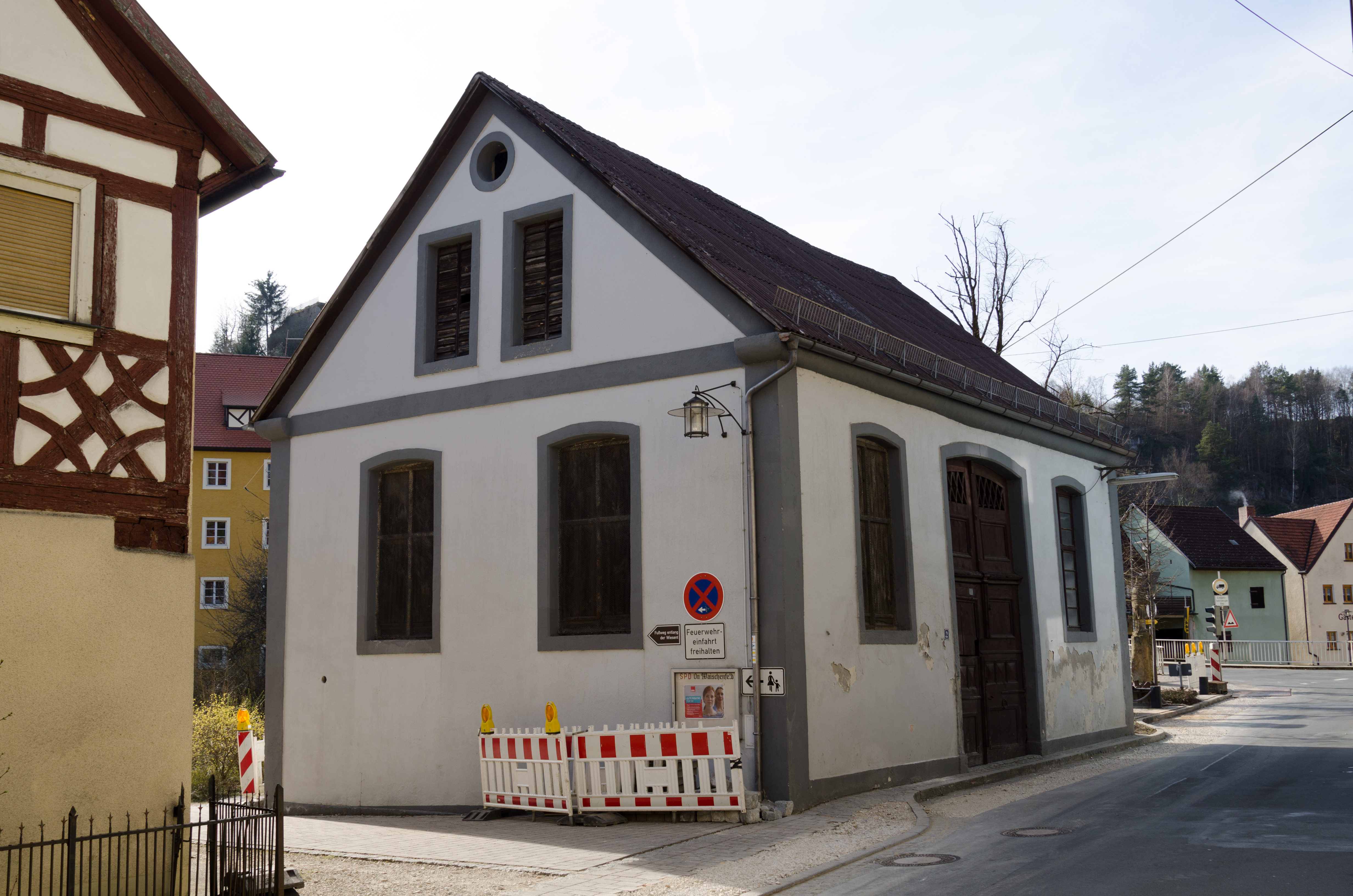
Ehemaliges Kommunbrauhaus in Waischenfeld

Das Kommunbrauhaus in Waischenfeld, einer Stadt im oberfränkischen Landkreis Bayreuth in Bayern, wurde 1867/68 von Johann Schwesner errichtet. Das ehemalige Kommunbrauhaus mit der Adresse Vorstadt 2 ist ein geschütztes Baudenkmal. 
Der traufständige, eingeschossige Satteldachbau mit großem Holztor hat im Giebel ein Okulusfenster.  
Das Gebäude wurde bis 1982 als Brauerei genutzt, Teile der technischen Ausstattung sind noch erhalten.